# Mellinghofen

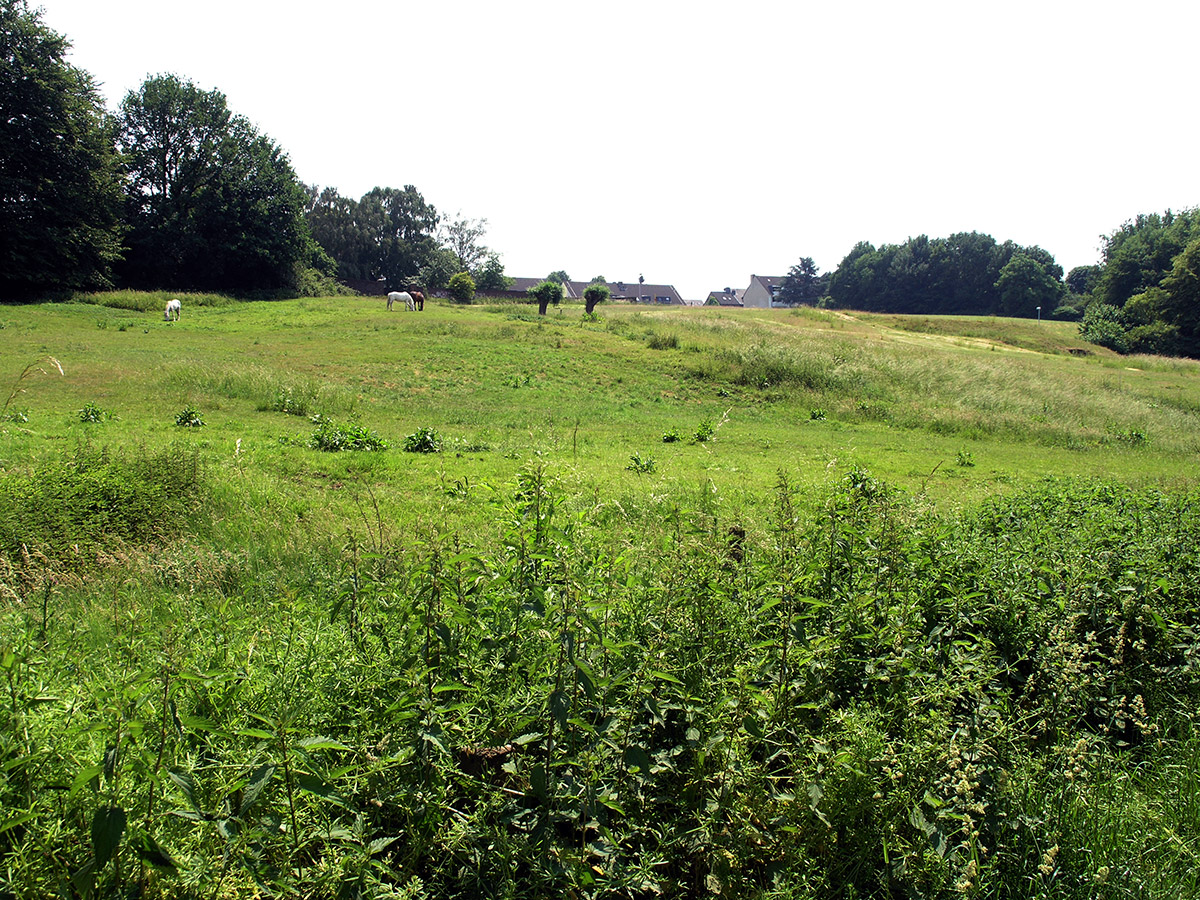
Blick ins Horbachtal

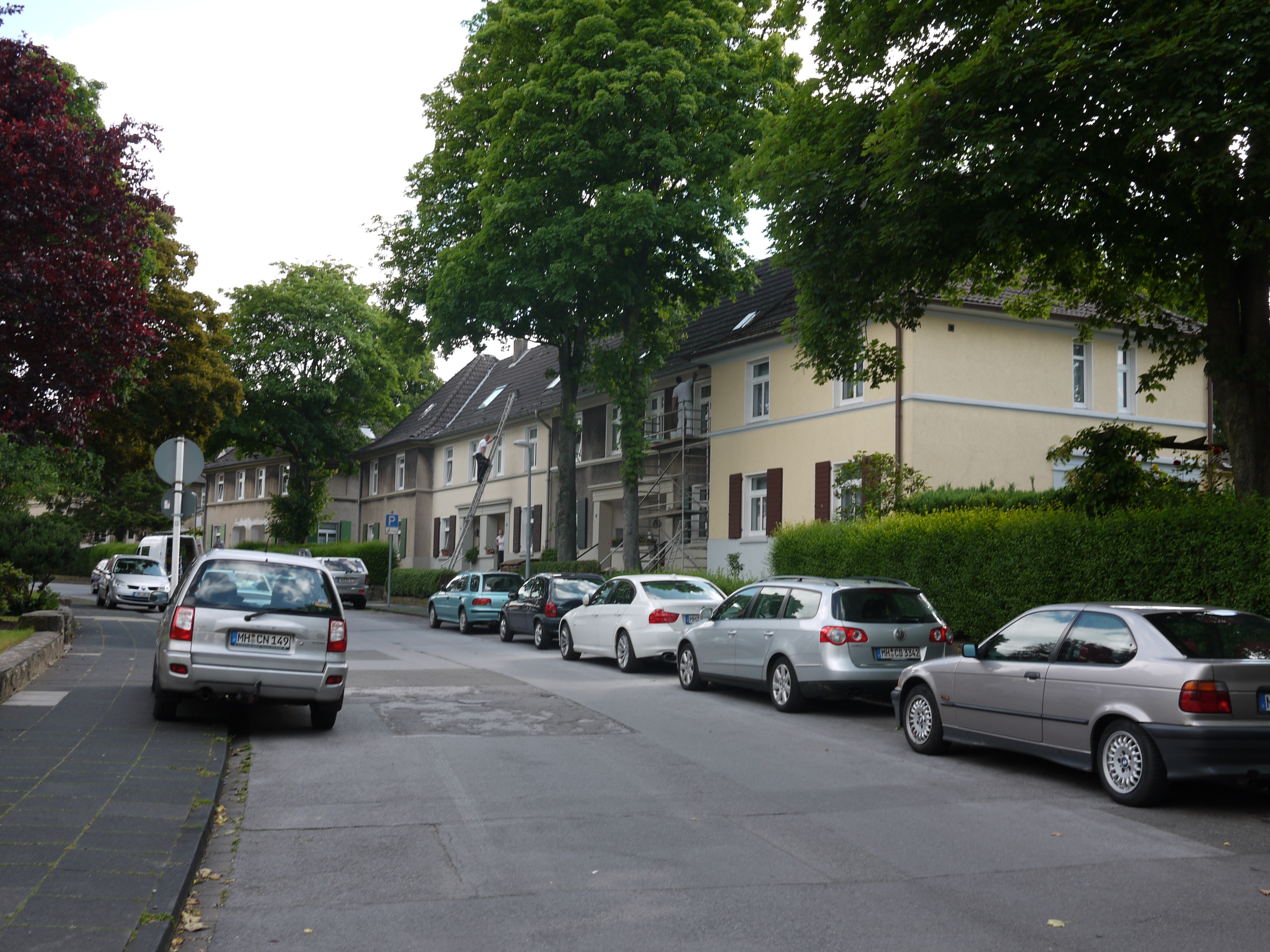
Siedlung Papenbusch

Mellinghofen ist ein Ortsteil der Stadt Mülheim an der Ruhr in Nordrhein-Westfalen und gehört zum Mülheimer Stadtteil Altstadt II. Bis zu seiner Eingemeindung im Jahre 1878 war Mellinghofen eine Gemeinde im damaligen Landkreis Mülheim an der Ruhr.

## Geographie
Mellinghofen schließt nördlich an den Ortsteil Eppinghofen an und liegt im Wesentlichen östlich der Mellinghofer Straße. Mit dem Horbachtal liegt ein größerer Grünzug in Mellinghofen. Die Siedlung Papenbusch in Mellinghofen ist ein bedeutsamer Kulturlandschaftsbereich.

## Geschichte
Die erste urkundliche Erwähnung von Mellinghofen stammt aus dem 10. Jahrhundert. Mellinghofen war im 19. Jahrhundert zunächst eine Landgemeinde in der Bürgermeisterei Mülheim an der Ruhr-Land. Diese gehörte bis 1874 zum Kreis Duisburg und seitdem zum Landkreis Mülheim an der Ruhr. Am 1. April 1878 wurde Mellinghofen zusammen mit Eppinghofen in die Stadt Mülheim an der Ruhr eingegliedert.

## Einwohnerentwicklung
| Jahr | Einwohner | Quelle |
| ---- | --------- | ------ |
| 1832 | 567       | [ 4 ]  |
| 1864 | 1403      | [ 5 ]  |
| 1871 | 1642      | [ 6 ]  |
| 1885 | 2384      | [ 7 ]  |

## Baudenkmäler
In Mellinghofen stehen zahlreiche Wohnhäuser der Siedlung Papenbusch unter Denkmalschutz.

## Vereine
Der örtliche Sportverein ist der Mellinghofer Turnverein von 1893.

## Verkehr
Durch Mellinghofen führt die Straßenbahnlinie 102, die vom Mülheimer Hauptbahnhof kommend nach Dümpten führt.